# Ephraim Oskar Taube
Ephraim Oskar Taube (* 10. Juni 1829 in Dippoldiswalde; † 9. April 1888 in Leipzig) war ein deutscher Reichsgerichtsrat.

## Leben
Ephraim Oskar Taube war der Sohn eines Bezirkssteuereinnehmers und besuchte von 1842 bis 1848 die Königliche Landesschule zu Grimma. Anschließend absolvierte er ein Studium der Rechtswissenschaften an der Universität Leipzig. Der Sachse Taube wurde 1852 auf den Landesherrn vereidigt und arbeitete 1854 als Aktuar in Leipzig. 1859 wurde der Aktuar 2. Klasse Taube zum Staatsanwalt in Borna ernannt.
1861 wurde er nach Mittweida versetzt. Als Staatsanwalt in Mittweida war er 1869 zuständig für die erneute Fahndung und Verhaftung von Karl May wegen dessen Rückfalls nach Verbüßung der ersten Haftstrafe. 1870 wurde der Staatsanwalt in Mittweida Ephraim Oskar Taube als Staatsanwalt nach Zwickau versetzt. 1874 wurde er Justizrat im sächsischen Justizministerium. 1875 ernannte man ihn zum geheimen Justizrat und wurde damit verbunden vortragender Rat im sächsischen Justizministerium. Am 1. Dezember 1880 kam er an das Reichsgericht. Er war als Richter im III. Zivilsenat tätig. Einen Monat später, am 31. Dezember 1880 wurde er auf Antrag aus dem Reichsdienst entlassen.

## Werke
- Strafgesetzbuch für das deutsche Reich vom 1. Januar 1872. Textausgabe mit ausführlichem Wort- und Sachregister, Leipzig 1870.
- Glossen zu einigen Bestimmungen des Str.-G.-B. und der Str.-P.-O., Allgemeine Gerichtszeitung für das Königreich Sachsen und die grossherzöglich sächsischen Länder, Jahrgang 3, Leipzig 1869, S. 263.
- Glossen zu einigen Bestimmungen des Strafgesetzbuchs und der Strafproceßordnung, Allgemeine Gerichtszeitung für das Königreich Sachsen und die grossherzöglich sächsischen Länder, Jahrgang 4, Leipzig 1860, S. 58.
- Glossen zu einigen Bestimmungen des Strafgesetzbuchs und der Strafproceßordnung, Allgemeine Gerichtszeitung für das Königreich Sachsen und die grossherzöglich sächsischen Länder, Jahrgang 7, Leipzig 1863, S. 113.
- Rechtssätze der Wissenschaft: Die Bestimmungen des Reichsstrafgesetzbuchs über den Rückfall betr., Der Gerichtssaal Jahrgang 24 (1872), S. 288.

## Quelle
- Adolf Lobe: „Fünfzig Jahre Reichsgericht am 1. Oktober 1929“, Berlin 1929, S. 355.

## Trivia
Zur Feier des 300-jährigen Stiftungsjubiläums der Fürsten- und Landesschule Grimma 1850 durfte Ephraim Oskar Taube, der die Schule von 1842 bis 1848 besucht hatte, im Namen der jüngsten Absolventen zur Festversammlung sprechen. Der damalige Student der Rechtswissenschaft in Leipzig beendete seine Festrede mit folgenden Worten, die zugleich wohl auch als indirekter Trost für die unzähligen damaligen wie folgenden weniger namhaften und weniger berühmten Absolventen der Landesschule Grimma gedacht waren: „Aber dir, o alma Mater, Mutter dieser fröhlichen aber hungrigen Schaaren, dir rufe ich noch zu: „Da du trotz deines guten Willens unmöglich lauter große Männer gebären kannst, dann Heil dir, wenn du deine Söhne so erziehest, daß sie auch mit Ehren klein zu sein wissen.““